# 盧厄河
盧厄河（德语：Luhe）是德國的河流，位於該國東北部下薩克森州，屬於伊爾默瑙河的支流，河道全長58.2公里，流域面積476平方公里，發源自比斯平根，河畔城鎮有溫森、索德斯托夫、卢厄河畔奥尔登多夫和薩爾茨豪森。